# Kartoffelschnapspest

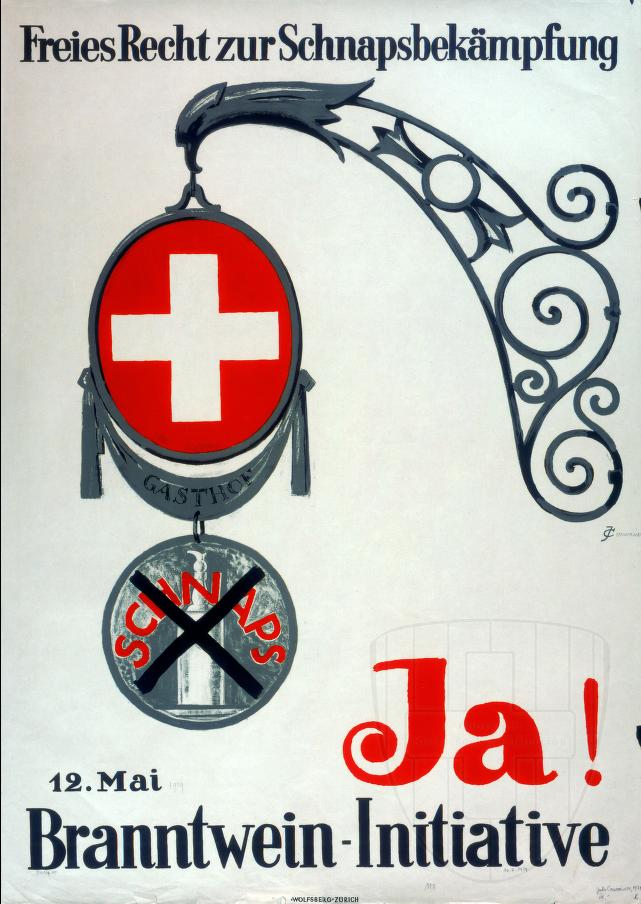
Affiche appelant à voter en faveur de l'initiative populaire « contre l'eau-de-vie » de 1932.

La Kartoffelschnapspest, ou « peste de l'alcool » était le nom donné dans la seconde moitié du XIXe siècle en Suisse et au Tyrol à la consommation excessive et malsaine d'eau-de-vie de pommes de terre qui s'était répandue comme une épidémie. En Allemagne où l'alcoolisme à l'eau-de-vie de pommes de terre s'était aussi répandu, on parlait plutôt de Branntweinpest.

## Histoire
Avec la Constitution fédérale de 1874, la liberté du commerce et de l'industrie a été introduite en Suisse. Dès lors, plus aucune restriction gouvernementale ne s'appliquait aux points de vente. Un Kartoffelschnaps, eau-de-vie de pommes de terre appelée aussi Härdöpfeler, de mauvaise qualité était produit à cette époque dans les petites distilleries paysannes des cantons agricoles. Il a servi de substitut alimentaire et de drogue aux pauvres des campagnes et à la classe ouvrière. La cécité et la mort provoquées par l'huile de fusel étaient monnaie courante. 
L'impuissance des cantons dans la lutte contre la « peste de l'alcool » est vite devenue évidente, si bien que le gouvernement fédéral a été contraint d'intervenir. Après un débat intense, une votation populaire permet l'adoption en octobre 1885 du nouvel article constitutionnel sur la « question de l'alcool » afin de mettre fin à cet usage abusif. 
La loi sur l'alcool de 1887 a été adoptée dans le même esprit. Le premier règlement sur l'alcool s'appliquait seulement à l'eau-de-vie de pommes de terre, mais pas aux produits de la distillation de baies, de fruits et de vin. Ce n'est qu'en 1930, une année après qu'une initiative populaire fédérale « contre l'eau-de-vie » ait été rejetée en votation, qu'un nouvel article (32 bis) a été ajouté à la Constitution fédérale, englobant désormais tous les spiritueux.